# Limpertsberg

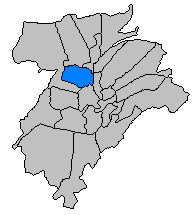
Stadsdelar i staden Luxemburg med Limpertsberg markerat

Limpertsberg (luxemburgiska: Lampertsbierg) är en stadsdel i innerstaden i Luxemburg i kantonen Luxemburg i landet Luxemburg. Den ligger omedelbart nordväst om Uewerstad. Namnet kommer från bergstoppen Mont Saint Lampert.
På befästningstiden för staden Luxemburg låg Limpertsberg utanför Luxemburgs fästning, på andra sidan Glacis, som var en del av försvarsanläggningen. Efter Fördraget i London 1867 kunde staden expandera till Limpertsberg. Där slog sig rosenodlare ner och påbörjade en framgångsrik blomsterexport.
I södra Limpertsberg ligger Glacisfältet, en stor öppen yta som är platsen för den årliga marknaden Schobermässan, som är landets största marknadsevenemang. Bredvid Glacis ligger Grand Théâtre de Luxembourg.
På Notre Damekyrkogården, som började anläggas vid mitten av 1700-talet, finns Monument de la résistance et de la déportation ("Monumentet över landets motstånd och deportationerna"). Där finns också ett av tre resta exemplar av bronsskulpturen Le prisonnier politique ("Den politiske fången") av Luxembourgs mest kända skulptör, Lucien Wercollier (1908–2002). 
Sydöstra Limpertsberg är förbundet med EU-kvarteren i Kirchberg genom Storhertiginnan Charlottebron (också benämnd Röda bron) över ravinen i floden Alzette och stadsdelen Pfaffenthal.
I Limpertsberg ligger ett av de tre campus som Luxemburgs universitet har, och där finns också ett antal andra utbildningsinstitutioner som Lycée de garçons, Lycée Robert Schuman, Lycée Vauban, Lycée Technique des Arts et Métiers, Lycée Technique du Centre och Lycée Technique Michel Lucius.

## Bildgalleri

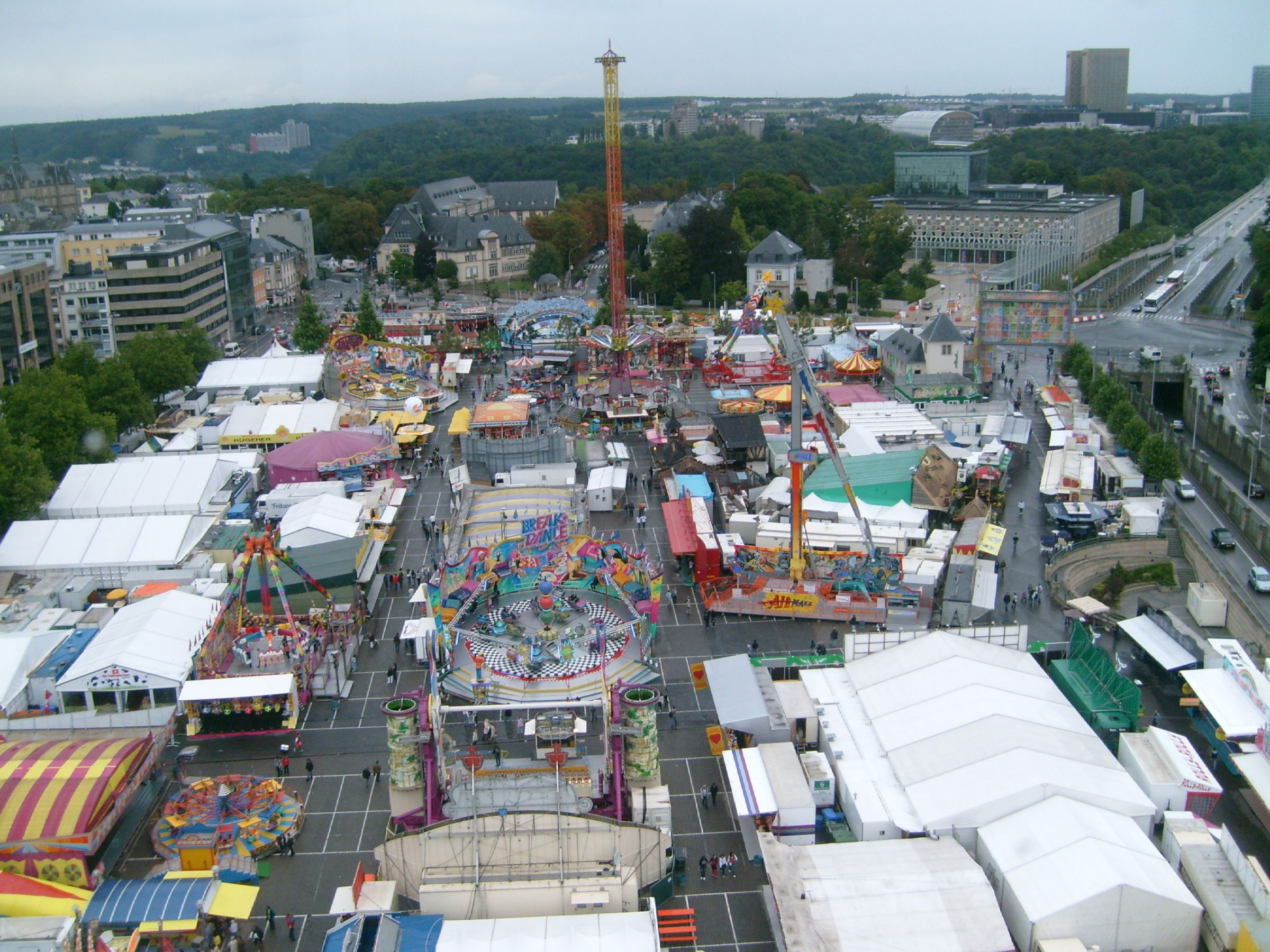
Schobermässan, september 2008
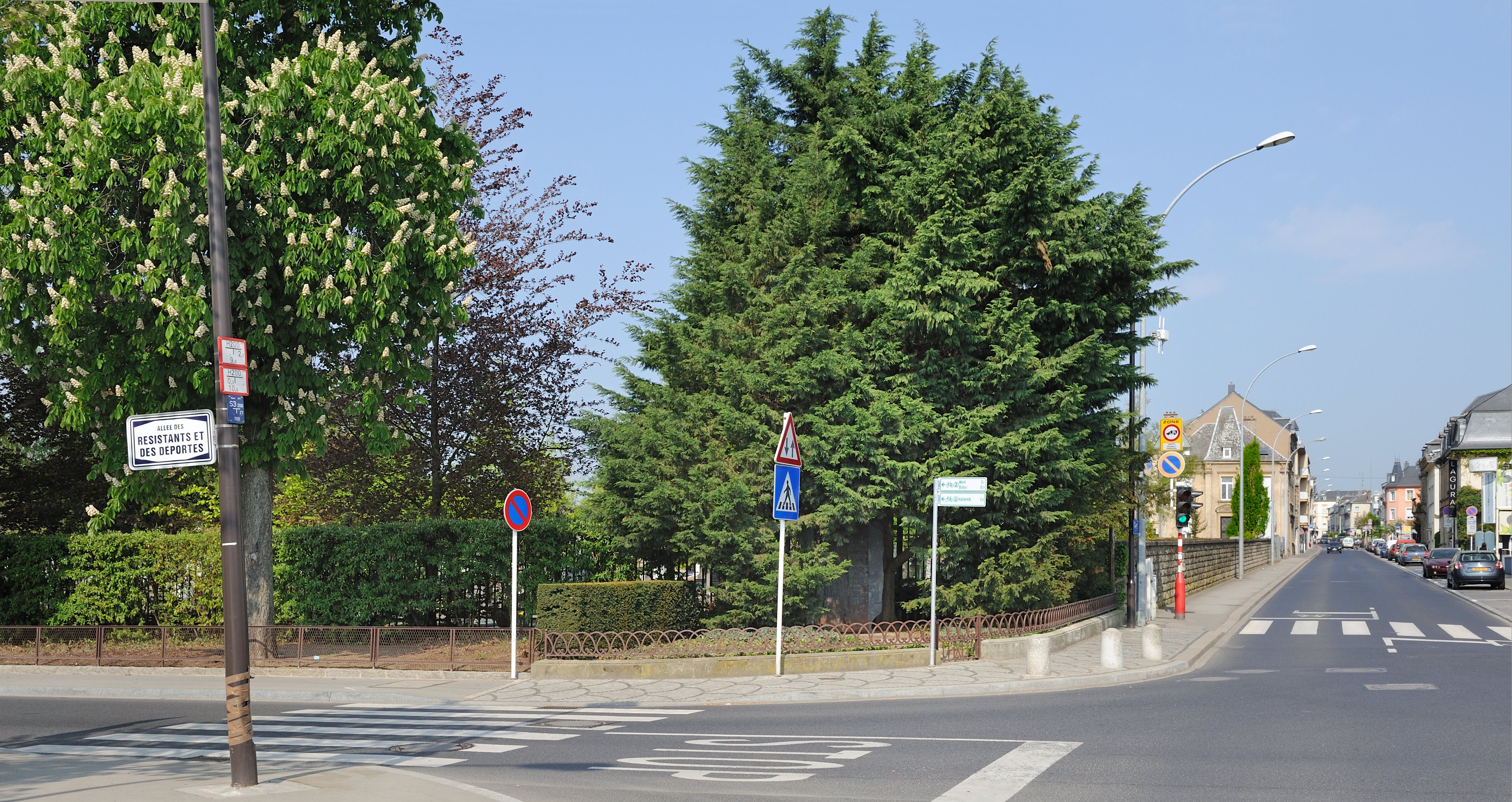
Korsningen Avenue de la Faïencerie/Allée des résistants et des déportés
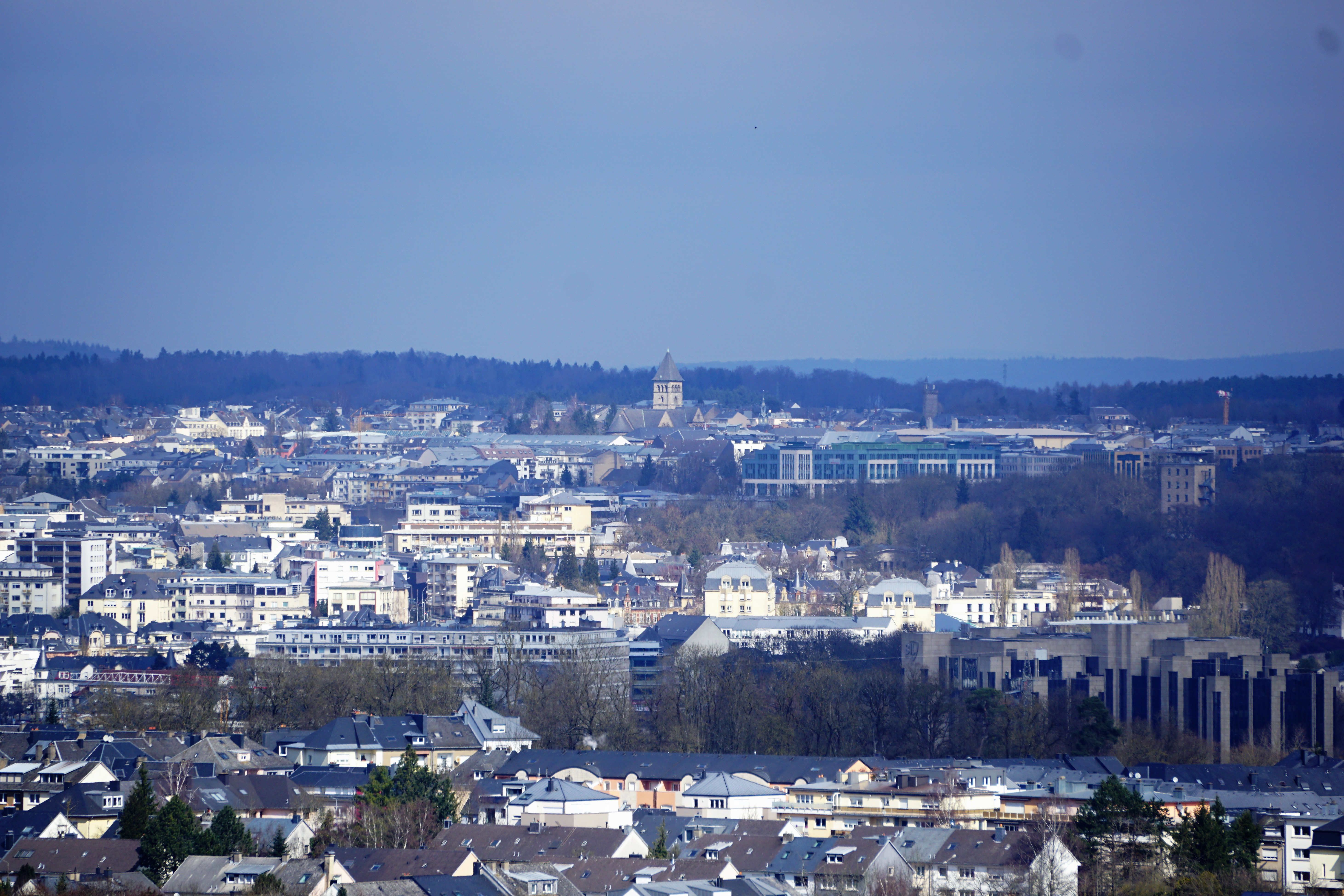
Vy över stadsdelen Hollerich och i övre delen Limpertsberg
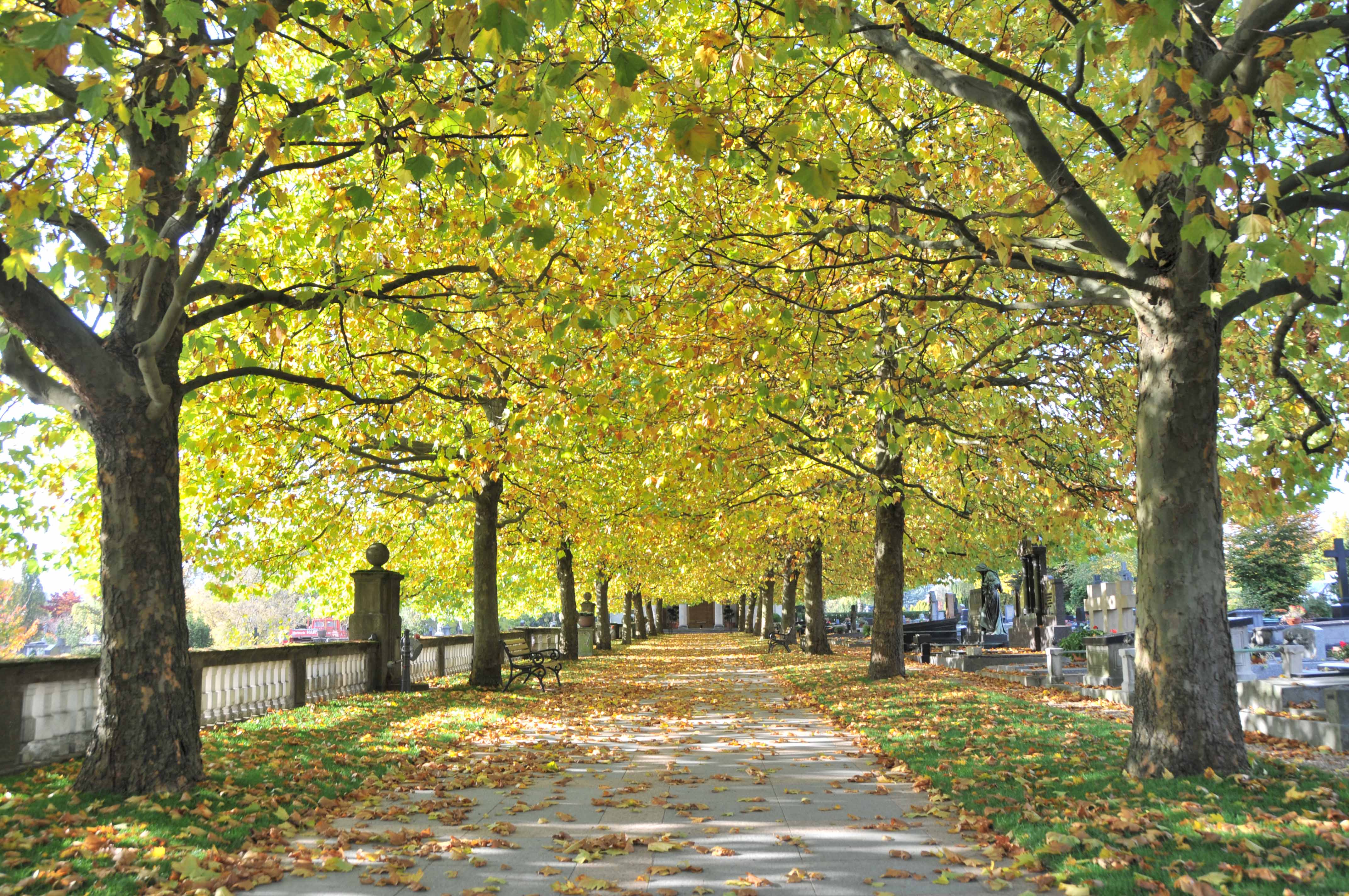
Notre Damekyrkogården
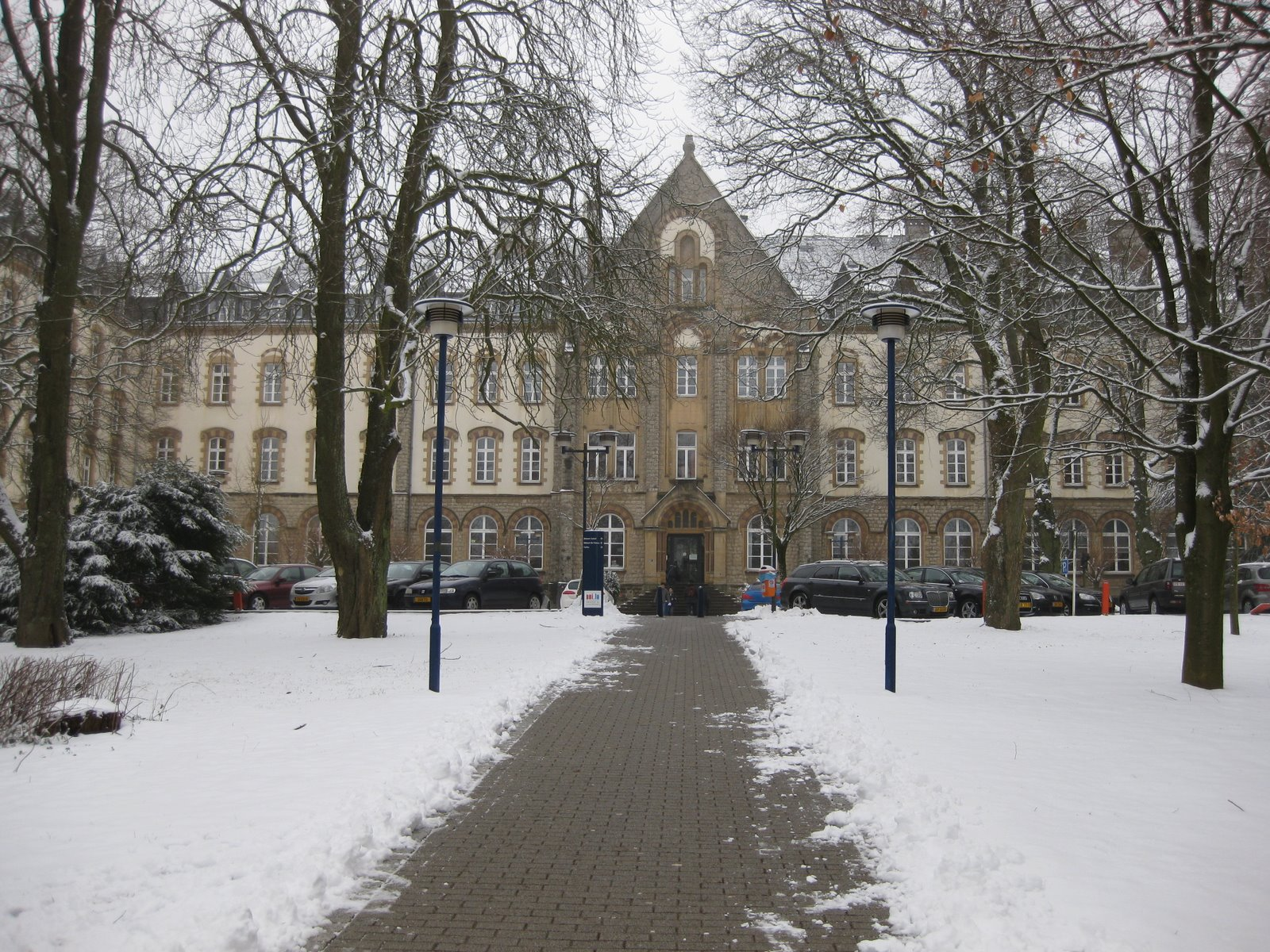
Luxemburgs universitets huvudbyggnad i Campus Limpertsberg
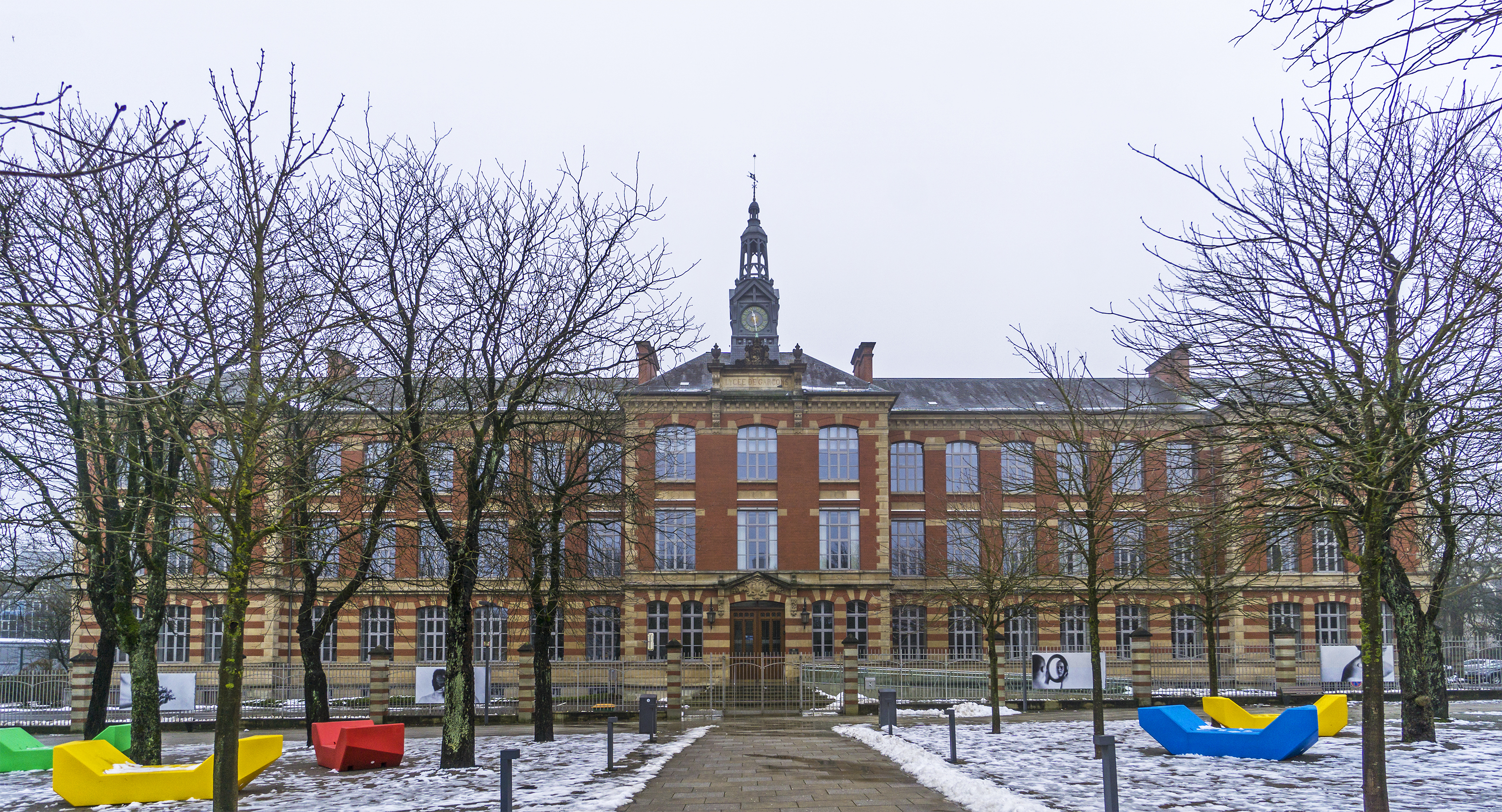
Lycée de garçons
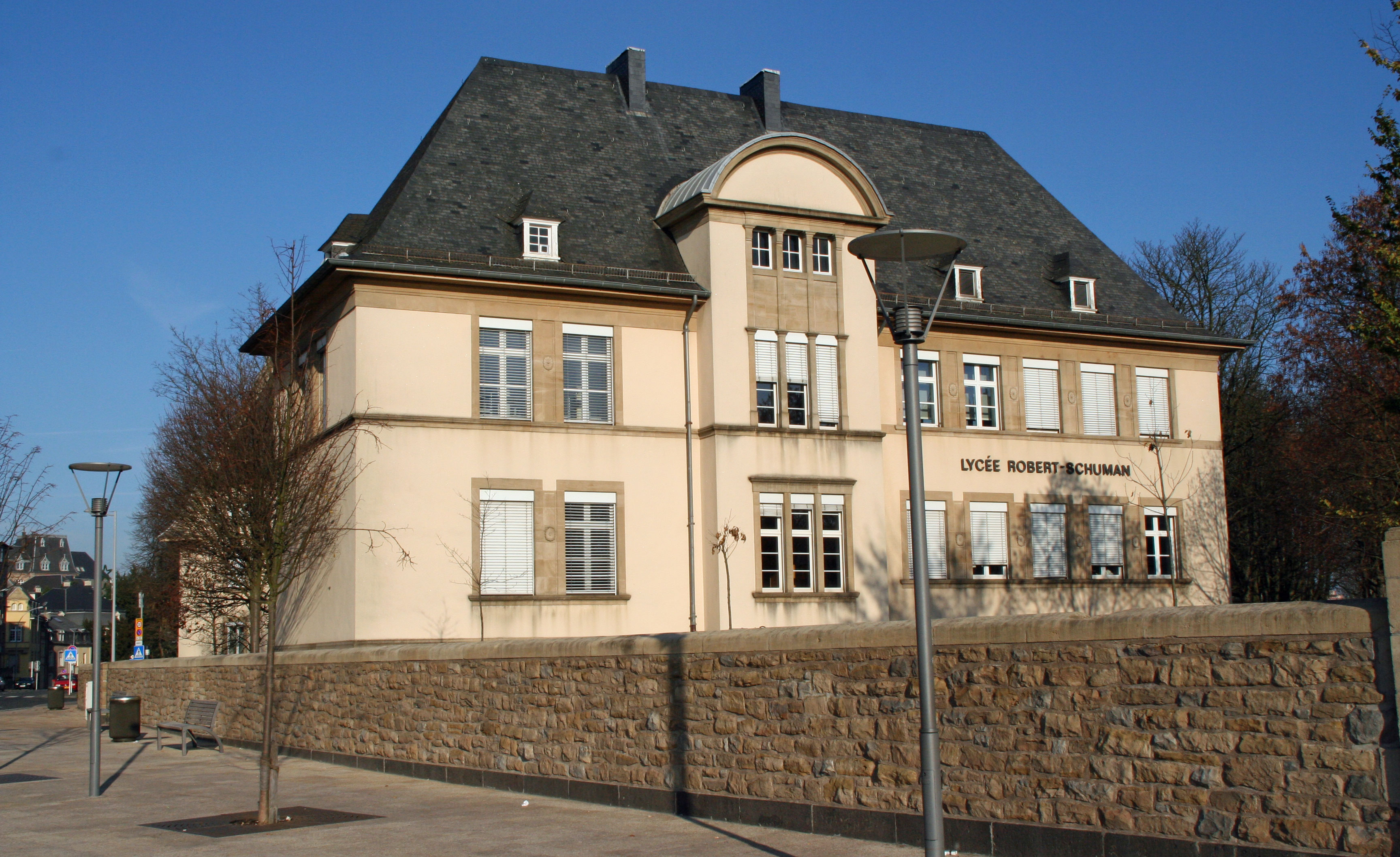
Lycée Robert Schumann
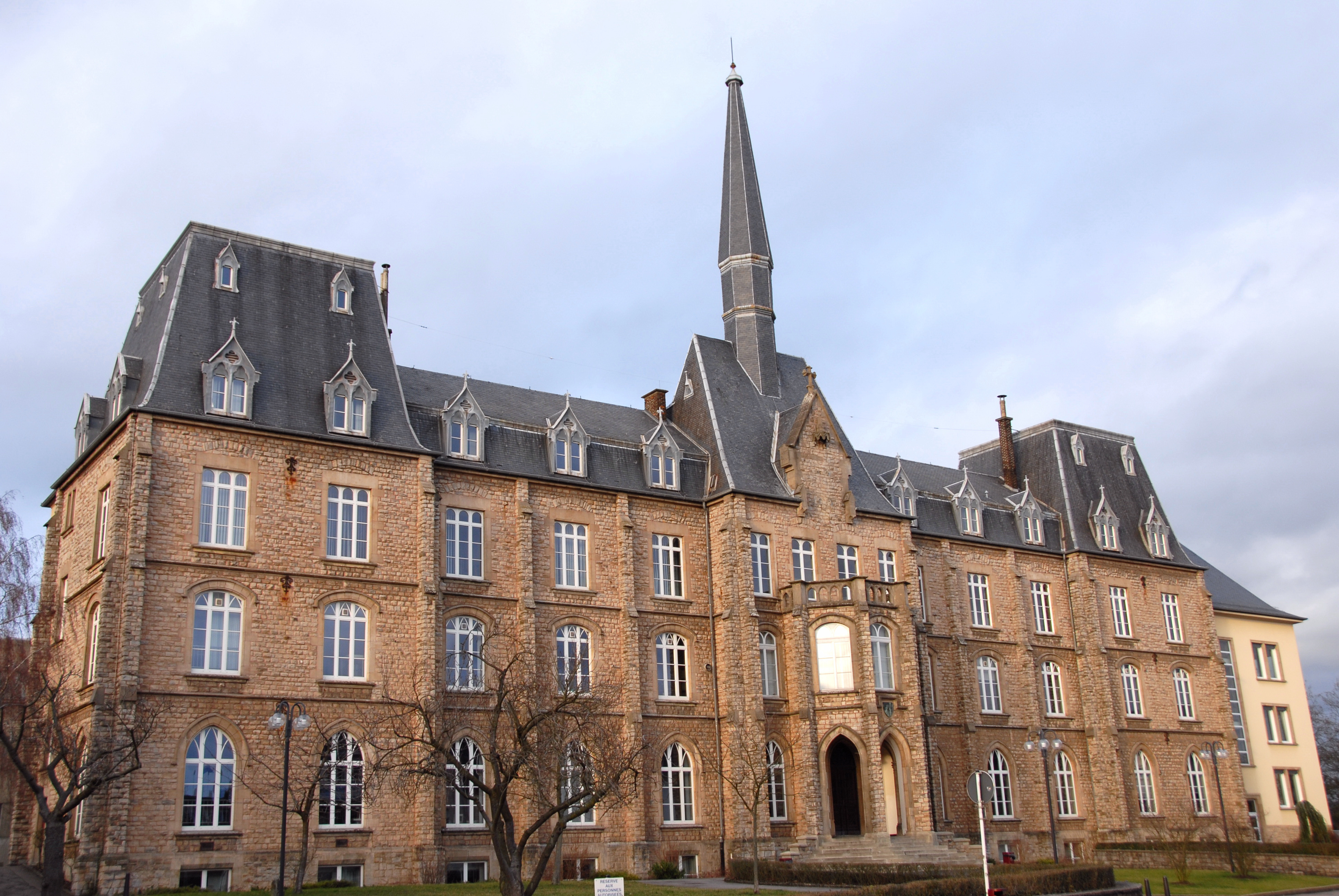
Lycée Technique des Arts et Métiers